# 圣阿马利亚
圣阿马利亚，是西班牙埃斯特雷马杜拉巴达霍斯省的一个市镇。总面积74平方公里，总人口4339人（2001年），人口密度59人/平方公里。